# Division des études des locomotives de la SNCF
Pour les articles homonymes, voir DEL.
La division des études des locomotives de la SNCF, organisme plus connu sous l'acronyme de DEL, est né de la dissolution de l'OCEM en 1938 et était chargé de concevoir les futures locomotives à vapeur de la jeune SNCF en modifiant des modèles antérieurs issus des anciennes compagnies ou en créant de nouveaux. Il était aussi chargé de maintenir en état le parc ancien en étudiant les modifications jugées nécessaires.
On lui doit entre autres :
- les  140 J ;
- les 150 P en 1940 ;
- les 240 P en 1940 ;
- les 141 P en 1942 ;
- les 241 P en 1948 ;
- les 050 TQ en 1948 ;
- la 232 U 1 en 1948.